# 오금로 (서울)
오금로(梧琴路)는 서울특별시 송파구 잠실나루역에서 거여동에 이르는 도로이다.

## 구간
서울특별시 송파구
(잠실철교 ←) 잠실나루역 - 송파구청 사거리 (서울특별시도 제90호선 올림픽로) - 잠실우체국 (잠실로) - 방이삼거리 (석촌호수로) - 방이사거리 (백제고분로) - 백제고분군 (가락로) - 오금사거리 (서울특별시도 제92호선 양재대로) - 오금역 (중대로) - 개롱역 (동남로) - 거여동사거리 (문정로) - 거여역 (양산로) - 거여삼거리 (마천로)